# Perdita difficilis
Perdita difficilis är en biart som beskrevs av Timberlake 1964. Perdita difficilis ingår i släktet Perdita och familjen grävbin. Inga underarter finns listade i Catalogue of Life.